# Deinopis ravida
Deinopis ravida är en spindelart som beskrevs av Ludwig Carl Christian Koch 1879. Deinopis ravida ingår i släktet Deinopis och familjen Deinopidae.
Artens utbredningsområde är Queensland. Inga underarter finns listade i Catalogue of Life.